# NHL Entry Draft 2017

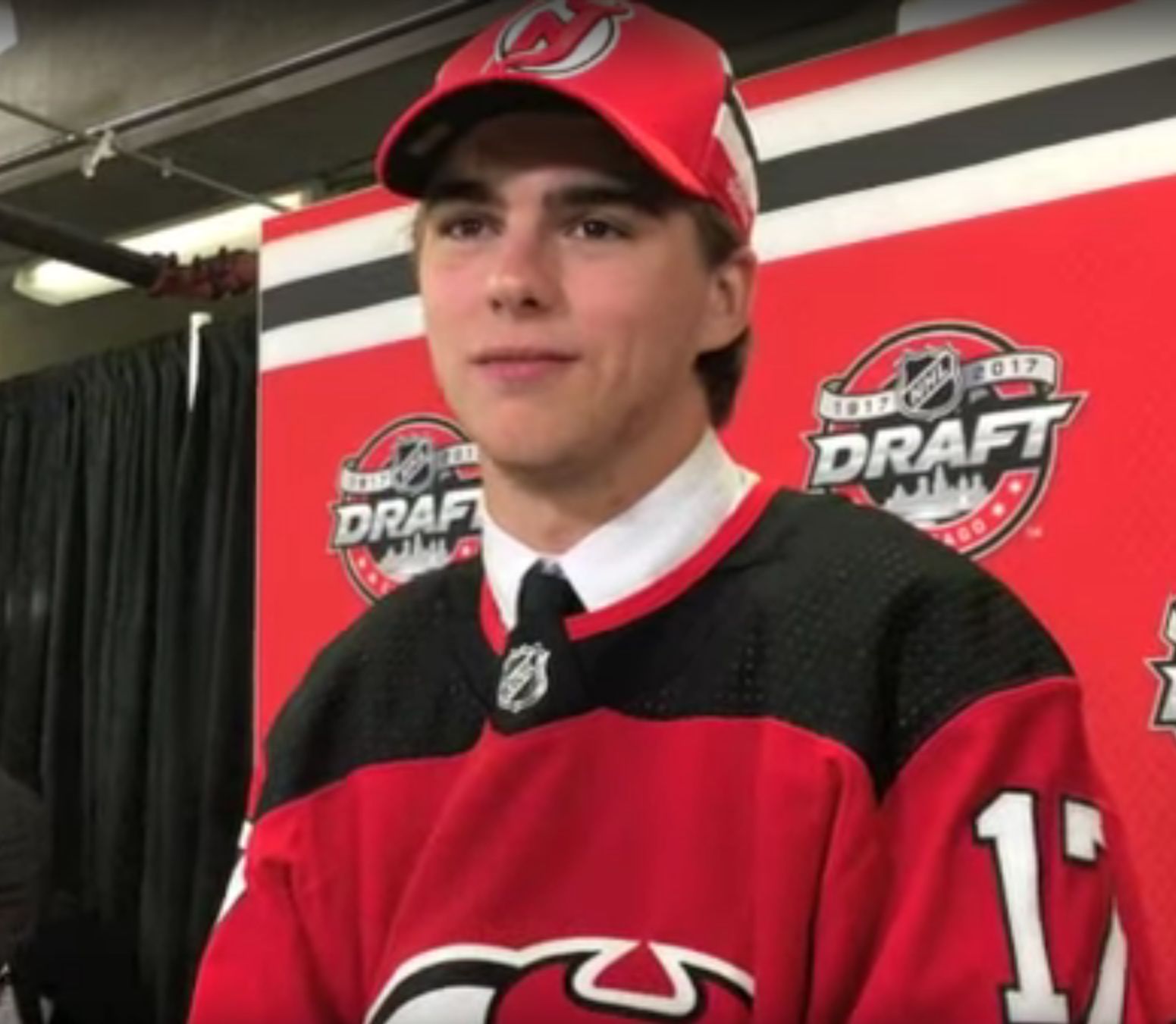
Nico Hischier valdes av New Jersey Devils som förste spelare totalt.

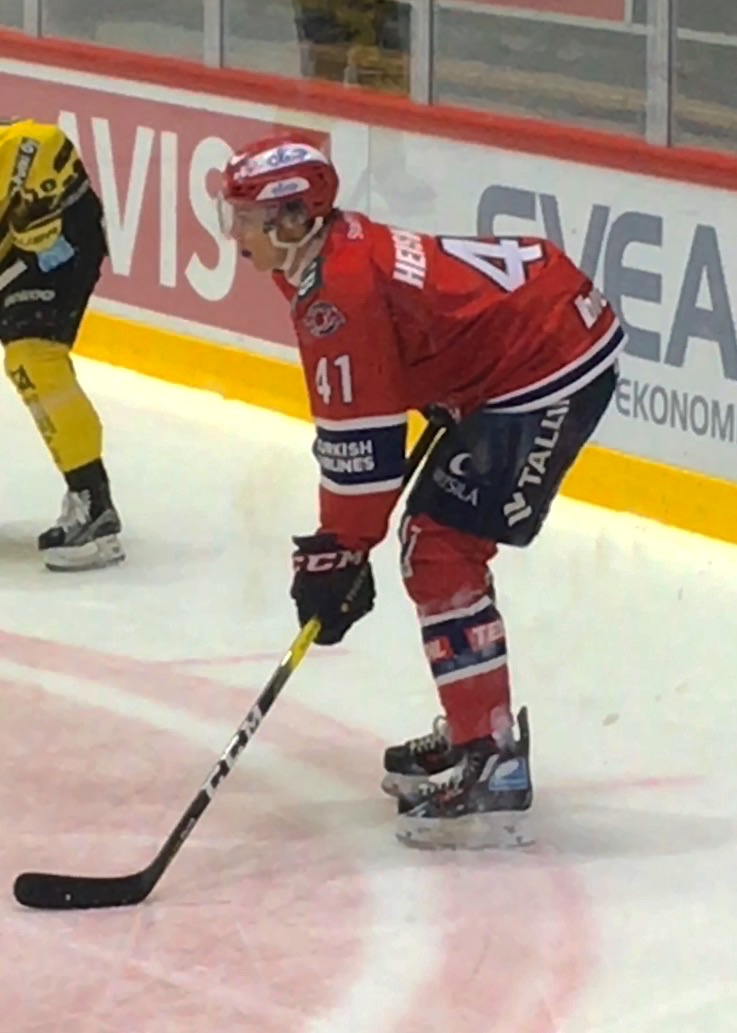
Miro Heiskanen valdes av Dallas Stars som tredje spelare totalt.

NHL Entry Draft 2017 var den 55:e draften i nordamerikanska ishockeyligan National Hockey League och hölls den 23-24 juni 2017 i United Center i Chicago, Illinois i USA. Den schweiziske centern Nico Hischier valdes som nummer ett av New Jersey Devils.

## Spelare som var berättigade till att bli draftade
- Spelare som är födda mellan 1 januari 1997 och 15 september 1999 var berättigade till att bli draftade i detta års NHL Entry Draft.[4]
- Spelare som är födda 1996 men som inte är tidigare draftade och har medborgarskap i ett land utanför Nordamerika, var också berättigade att bli draftade i årets NHL Entry Draft.[4]
- Spelare som är födda efter 30 juni 1997 och blev draftade i NHL Entry Draft 2015, men blev aldrig kontrakterade av sina draftade NHL-organisationer kunde bli åter draftade i årets NHL Entry Draft.[4]

## Rankning inför draften

### Mittsäsongsrankingen
Den 18 januari 2017 presenterade NHL:s scoutorgan Central Scouting Bureau sin mittsäsongsrankning för de spelare som rankades högst att gå i draften i juni.
Spelarna är placerade efter var de spelade under säsongen 2016-2017.
| #  | Nordamerikanska utespelare | Europeiska utespelare    |
| -- | -------------------------- | ------------------------ |
| 1  | Nolan Patrick (C)          | Klim Kostin (VF)         |
| 2  | Nico Hischier (C)          | Elias Pettersson (C)     |
| 3  | Gabriel Vilardi (C)        | Lias Andersson (C)       |
| 4  | Owen Tippett (HF)          | Kristian Vesalainen (VF) |
| 5  | Casey Mittelstadt (C)      | Martin Nečas (C)         |
| 6  | Michael Rasmussen (C)      | Miro Heiskanen (B)       |
| 7  | Eeli Tolvanen (HF)         | Timothy Liljegren (B)    |
| 8  | Cody Glass (C)             | Urho Vaakanainen (B)     |
| 9  | Juuso Välimäki (B)         | Ostap Safin (HF)         |
| 10 | Cale Makar (B)             | Filip Westerlund (B)     |

| # | Nordamerikanska målvakter | Europeiska målvakter |
| - | ------------------------- | -------------------- |
| 1 | Keith Petruzzelli         | Ukko-Pekka Luukkonen |
| 2 | Ian Scott                 | Olle Eriksson Ek     |
| 3 | Jake Oettinger            | Daniil Tarasov       |

### Slutlig ranking
Den 11 april 2017 presenterade NHL:s scoutorgan Central Scouting Bureau sin slutliga rankning för de spelare som förväntas gå högst i draften.
Spelarna är placerade efter var de spelade under säsongen 2016-2017.
| #  |   | Nordamerikanska utespelare |   | Europeiska utespelare    |
| -- | - | -------------------------- | - | ------------------------ |
| 1  | ▬ | Nolan Patrick (C)          | ▬ | Klim Kostin (VF)         |
| 2  | ▬ | Nico Hischier (C)          | ▬ | Elias Pettersson (HF)    |
| 3  | ▲ | Casey Mittelstadt (C)      | ▬ | Lias Andersson (HF)      |
| 4  | ▼ | Gabriel Vilardi (C)        | ▲ | Miro Heiskanen (B)       |
| 5  | ▲ | Michael Rasmussen (C)      | ▬ | Martin Nečas (C)         |
| 6  | ▲ | Cody Glass (C)             | ▲ | Timothy Liljegren (B)    |
| 7  | ▼ | Owen Tippett (HF)          | ▼ | Kristian Vesalainen (VF) |
| 8  | ▼ | Eeli Tolvanen (HF)         | ▬ | Urho Vaakanainen (B)     |
| 9  | ▲ | Cale Makar (B)             | ▲ | Erik Brännström (B)      |
| 10 | ▲ | Nick Suzuki (C)            | ▲ | Jesper Boqvist (C)       |

| # |   | Nordamerikanska målvakter |   | Europeiska målvakter |
| - | - | ------------------------- | - | -------------------- |
| 1 | ▲ | Jake Oettinger            | ▬ | Ukko-Pekka Luukkonen |
| 2 | ▼ | Keith Petruzzelli         | ▬ | Olle Eriksson Ek     |
| 3 | ▼ | Ian Scott                 | ▲ | Adam Åhman           |

## Draftlotteriet
Draftlotteriet som bekräftade draftordningen för första rundan för 2017 års NHL Entry Draft verkställdes lördagen den 29 april amerikansk tid. New Jersey Devils blev lottad att välja först i draften trots de hade bara 8,5 % chans att få göra det. Philadelphia Flyers och Dallas Stars lottades som andra respektive tredje i draftordningen.

### Draftoddsen
Draftoddsen för 2017 års draftlotteri var följande:
| Slutplaceringen | NHL-organisation     | 1:a   | 2:a   | 3:e   | 4:e   | 5:e   | 6:e   | 7:e   | 8:e   | 9:e   | 10:e  | 11:e  | 12:e  | 13:e  | 14:e  | 15:e  |
| --------------- | -------------------- | ----- | ----- | ----- | ----- | ----- | ----- | ----- | ----- | ----- | ----- | ----- | ----- | ----- | ----- | ----- |
| 30:e            | Colorado Avalanche   | 18,0% | 16,0% | 14,1% | 52,0% |       |       |       |       |       |       |       |       |       |       |       |
| 29:e            | Vancouver Canucks    | 12,1% | 11,8% | 11,3% | 34,0% | 30,7% |       |       |       |       |       |       |       |       |       |       |
| Expansion       | Vegas Golden Knights | 10,3% | 10,3% | 10,1% | 11,8% | 39,3% | 18,1% |       |       |       |       |       |       |       |       |       |
| 28:e            | Arizona Coyotes      | 10,3% | 10,3% | 10,1% | 2,1%  | 22,8% | 34,6% | 9,7%  |       |       |       |       |       |       |       |       |
| 27:e            | New Jersey Devils    | 8,5%  | 8,7%  | 8,8%  |       | 7,2%  | 33,0% | 28,7% | 5,2%  |       |       |       |       |       |       |       |
| 26:e            | Buffalo Sabres       | 7,6%  | 7,8%  | 8,0%  |       |       | 14,3% | 38,2% | 21,4% | 2,6%  |       |       |       |       |       |       |
| 25:e            | Detroit Red Wings    | 6,7%  | 7,0%  | 7,2%  |       |       |       | 23,4% | 39,7% | 14,8% | 1,2%  |       |       |       |       |       |
| 24:e            | Dallas Stars         | 5,8%  | 6,1%  | 6,5%  |       |       |       |       | 33,7% | 37,9% | 9,5%  | 0,5%  |       |       |       |       |
| 23:e            | Florida Panthers     | 5,4%  | 5,7%  | 6,0%  |       |       |       |       |       | 44,7% | 32,7% | 5,4%  | 0,2%  |       |       |       |
| 22:a            | Los Angeles Kings    | 4,5%  | 4,8%  | 5,1%  |       |       |       |       |       |       | 56,5% | 26,4% | 2,7%  | 0,1%  |       |       |
| 21:a            | Carolina Hurricanes  | 3,2%  | 3,4%  | 3,7%  |       |       |       |       |       |       |       | 67,8% | 20,7% | 1,3%  | <0,1% |       |
| 20:e            | Winnipeg Jets        | 2,7%  | 2,9%  | 3,2%  |       |       |       |       |       |       |       |       | 76,4% | 14,3% | 0,5%  | <0,1% |
| 19:e            | Philadelphia Flyers  | 2,2%  | 2,4%  | 2,7%  |       |       |       |       |       |       |       |       |       | 84,3% | 8,3%  | 0,1%  |
| 18:e            | Tampa Bay Lightning  | 1,8%  | 2,0%  | 2,2%  |       |       |       |       |       |       |       |       |       |       | 91,2% | 2,9%  |
| 17:e            | New York Islanders   | 0,9%  | 1,0%  | 1,1%  |       |       |       |       |       |       |       |       |       |       |       | 97,0% |

## Draftvalen

### Första valet
2017 års draft rapporterades att ha ett tunt utbud av tillgängliga talanger som har potential att bli riktigt bra ishockeyspelare. De som förväntades slåss om att gå som första draftval var Nolan Patrick och Nico Hischier medan Cale Makar, Miro Heiskanen och Gabriel Vilardi kunde vara dark horses. New Jersey Devils valde Nico Hischier som nummer ett.

### Första rundan
Källa: 
| #  | Spelare                   | Nationalitet | NHL-organisation                                     | Universitets-/College-/Junior-/Klubblag |
| -- | ------------------------- | ------------ | ---------------------------------------------------- | --------------------------------------- |
| 1  | Nico Hischier (C)         | Schweiz      | New Jersey Devils                                    | Halifax Mooseheads (LHJMQ)              |
|    |                           |              |                                                      |                                         |
| 2  | Nolan Patrick (C)         | Kanada       | Philadelphia Flyers                                  | Brandon Wheat Kings (WHL)               |
| 3  | Miro Heiskanen (B)        | Finland      | Dallas Stars                                         | HIFK Hockey (Liiga)                     |
| 4  | Cale Makar (B)            | Kanada       | Colorado Avalanche                                   | Brooks Bandits (AJHL)                   |
| 5  | Elias Pettersson (C)      | Sverige      | Vancouver Canucks                                    | Timrå IK (Hockeyallsvenskan)            |
| 6  | Cody Glass (C)            | Kanada       | Vegas Golden Knights                                 | Portland Winterhawks (WHL)              |
| 7  | Lias Andersson (C)        | Sverige      | New York Rangers (från Coyotes)                      | HV71 (SHL)                              |
| 8  | Casey Mittelstadt (C)     | USA          | Buffalo Sabres                                       | Green Bay Gamblers (USHL)               |
| 9  | Michael Rasmussen (C)     | Kanada       | Detroit Red Wings                                    | Tri-City Americans (WHL)                |
| 10 | Owen Tippett (HF)         | Kanada       | Florida Panthers                                     | Mississauga Steelheads (OHL)            |
| 11 | Gabriel Vilardi (C)       | Kanada       | Los Angeles Kings                                    | Windsor Spitfires (OHL)                 |
| 12 | Martin Nečas (C)          | Tjeckien     | Carolina Hurricanes                                  | HC Kometa Brno (Extraliga)              |
| 13 | Nick Suzuki (C)           | Kanada       | Vegas Golden Knights (från Jets)                     | Owen Sound Attack (OHL)                 |
| 14 | Callan Foote (B)          | Kanada       | Tampa Bay Lightning                                  | Kelowna Rockets (WHL)                   |
| 15 | Erik Brännström (B)       | Sverige      | Vegas Golden Knights (från Islanders)                | HV71 (SHL)                              |
| 16 | Juuso Välimäki (B)        | Finland      | Calgary Flames                                       | Tri-City Americans (WHL)                |
| 17 | Timothy Liljegren (B)     | Sverige      | Toronto Maple Leafs                                  | Rögle BK (SHL)                          |
| 18 | Urho Vaakanainen (B)      | Finland      | Boston Bruins                                        | JYP (Liiga)                             |
| 19 | Josh Norris (C)           | USA          | San Jose Sharks                                      | Team USA (USHL)                         |
| 20 | Robert Thomas (C)         | Kanada       | St. Louis Blues                                      | London Knights (OHL)                    |
| 21 | Filip Chytil (C)          | Tjeckien     | New York Rangers                                     | PSG Zlín (Extraliga)                    |
| 22 | Kailer Yamamoto (HF)      | USA          | Edmonton Oilers                                      | Spokane Chiefs (WHL)                    |
| 23 | Pierre-Olivier Joseph (B) | Kanada       | Arizona Coyotes (från Wild)                          | Charlottetown Islanders (LHJMQ)         |
| 24 | Kristian Vesalainen (VF)  | Finland      | Winnipeg Jets (från Blue Jackets via Golden Knights) | Frölunda HC (SHL)                       |
| 25 | Ryan Poehling (C)         | USA          | Montreal Canadiens                                   | St. Cloud State Huskies (NCAA)          |
| 26 | Jake Oettinger (MV)       | USA          | Dallas Stars (från Blackhawks)                       | Boston University Terriers (NCAA)       |
| 27 | Morgan Frost (C)          | Kanada       | Philadelphia Flyers (från Capitals via Blues)        | Sault Ste. Marie Greyhounds (OHL)       |
| 28 | Shane Bowers (C)          | Kanada       | Ottawa Senators                                      | Waterloo Black Hawks (USHL)             |
| 29 | Henri Jokiharju (B)       | Finland      | Chicago Blackhawks (från Ducks via Stars)            | Portland Winterhawks (WHL)              |
| 30 | Eeli Tolvanen (HF)        | Finland      | Nashville Predators                                  | Sioux City Musketeers (USHL)            |
| 31 | Klim Kostin (VF)          | Ryssland     | St. Louis Blues (från Penguins)                      | HK Dynamo Moskva (KHL)                  |

### Andra rundan
Källa: 
| #  | Spelare                   | Nationalitet | NHL-organisation                                          | Universitets-/College-/Junior-/Klubblag |
| -- | ------------------------- | ------------ | --------------------------------------------------------- | --------------------------------------- |
| 32 | Conor Timmins (B)         | Kanada       | Colorado Avalanche                                        | Sault Ste. Marie Greyhounds (OHL)       |
| 33 | Kole Lind (HF)            | Kanada       | Vancouver Canucks                                         | Kelowna Rockets (WHL)                   |
| 34 | Nicolas Hague (B)         | Kanada       | Vegas Golden Knights                                      | Mississauga Steelheads (OHL)            |
| 35 | Isaac Ratcliffe (VF)      | Kanada       | Philadelphia Flyers (från Coyotes)                        | Guelph Storm (OHL)                      |
| 36 | Jesper Boqvist (C)        | Sverige      | New Jersey Devils                                         | Brynäs IF (SHL)                         |
| 37 | Marcus Davidsson (C)      | Sverige      | Buffalo Sabres                                            | Djurgården Hockey (SHL)                 |
| 38 | Gustav Lindström (B)      | Sverige      | Detroit Red Wings                                         | Almtuna IS (Hockeyallsvenskan)          |
| 39 | Jason Robertson (VF)      | USA          | Dallas Stars                                              | Kingston Frontenacs (OHL)               |
| 40 | Aleksi Heponiemi (C)      | Finland      | Florida Panthers                                          | Swift Current Broncos (WHL)             |
| 41 | Jaret Anderson-Dolan (C)  | Kanada       | Los Angeles Kings                                         | Spokane Chiefs (WHL)                    |
| 42 | Eetu Luostarinen (C)      | Finland      | Carolina Hurricanes                                       | KalPa (Liiga)                           |
| 43 | Dylan Samberg (B)         | USA          | Winnipeg Jets                                             | Team North                              |
| 44 | Filip Westerlund (B)      | Sverige      | Arizona Coyotes (från Flyers)                             | Frölunda HC (SHL)                       |
| 45 | Alexandre Texier (C)      | Frankrike    | Columbus Blue Jackets (från Lightning via Golden Knights) | Brûleurs de Loups (Ligue Magnus)        |
| 46 | Robin Salo (B)            | Finland      | New York Islanders                                        | Vasa Sport (Liiga)                      |
| 47 | Alex Formenton (VF)       | Kanada       | Ottawa Senators (från Flames)                             | London Knights (OHL)                    |
| 48 | Aleksandr Volkov (HF)     | Ryssland     | Tampa Bay Lightning (från Maple Leafs)                    | SKA Sankt Petersburg (KHL)              |
| 49 | Mario Ferraro (B)         | Kanada       | San Jose Sharks (från Bruins via Devils)                  | Des Moines Buccaneers (USHL)            |
| 50 | Maxime Comtois (VF)       | Kanada       | Anaheim Ducks (från Sharks via Maple Leafs)               | Tigres de Victoriaville (LHJMQ)         |
| 51 | Zachary Lauzon (B)        | Kanada       | Pittsburgh Penguins (från Blues)                          | Huskies de Rouyn-Noranda (LHJMQ)        |
| 52 | Luke Martin (B)           | USA          | Carolina Hurricanes (från Rangers)                        | Michigan Wolverines (NCAA)              |
| 53 | Jack Studnicka (C)        | Kanada       | Boston Bruins (från Oilers)                               | Oshawa Generals (OHL)                   |
| 54 | Ukko-Pekka Luukkonen (MV) | Finland      | Buffalo Sabres (från Wild)                                | HPK (Liiga)                             |
| 55 | Jonah Gadjovich (VF)      | Kanada       | Vancouver Canucks (från Blue Jackets)                     | Owen Sound Attack (OHL)                 |
| 56 | Joshua Brook (B)          | Kanada       | Montreal Canadiens                                        | Moose Jaw Warriors (WHL)                |
| 57 | Ian Mitchell (B)          | Kanada       | Chicago Blackhawks                                        | Spruce Grove Saints (AJHL)              |
| 58 | Joni Ikonen (C)           | Finland      | Montreal Canadiens (från Capitals)                        | Frölunda HC (SHL)                       |
| 59 | Eemeli Räsänen (B)        | Kanada       | Toronto Maple Leafs (från Senators)                       | Kingston Frontenacs (OHL)               |
| 60 | Antoine Morand (C)        | Kanada       | Anaheim Ducks                                             | Titan d’Acadie-Bathurst (LHJMQ)         |
| 61 | Grant Mismash (VF)        | USA          | Nashville Predators                                       | Team USA (USHL)                         |
| 62 | Jake Leschyshyn (C)       | Kanada       | Vegas Golden Knights (från Penguins via Hurricanes)       | Regina Pats (WHL)                       |

### Tredje rundan
Källa: 
| #  | Spelare                   | Nationalitet | NHL-organisation                                                  | Universitets-/College-/Junior-/Klubblag |
| -- | ------------------------- | ------------ | ----------------------------------------------------------------- | --------------------------------------- |
| 63 | Fabian Zetterlund (VF)    | Sverige      | New Jersey Devils (från Avalanche)                                | Färjestads BK (SHL)                     |
| 64 | Michael DiPietro (MV)     | Kanada       | Vancouver Canucks                                                 | Windsor Spitfires (OHL)                 |
| 65 | Jonas Røndbjerg (HF)      | Danmark      | Vegas Golden Knights                                              | Växjö Lakers (SHL)                      |
| 66 | Max Gildon (B)            | USA          | Florida Panthers (från Coyotes)                                   | Team USA (USHL)                         |
| 67 | Morgan Geekie (C)         | Kanada       | Carolina Hurricanes (från Devils)                                 | Tri-City Americans (WHL)                |
| 68 | Scott Walford (B)         | Kanada       | Montreal Canadiens (från Sabres)                                  | Victoria Royals (WHL)                   |
| 69 | MacKenzie Entwistle (HF)  | Kanada       | Arizona Coyotes (från Red Wings via Sharks)                       | Hamilton Bulldogs (OHL)                 |
| 70 | Andrej Altybarmakjah (HF) | Ryssland     | Chicago Blackhawks (från Stars)                                   | SKA Sankt Petersburg (KHL)              |
| 71 | Kasper Kotkansalo (B)     | Finland      | Detroit Red Wings (från Panthers)                                 | Sioux Falls Stampede (USHL)             |
| 72 | Matt Villalta (MV)        | Kanada       | Los Angeles Kings                                                 | Sault Ste. Marie Greyhounds (OHL)       |
| 73 | Stelio Mattheos (HF)      | Kanada       | Carolina Hurricanes                                               | Brandon Wheat Kings (WHL)               |
| 74 | Jonathan Kovacevic (B)    | Kanada       | Winnipeg Jets                                                     | Merrimack Warriors (NCAA)               |
| 75 | Nate Schnaar (C)          | Kanada       | Arizona Coyotes (från Flyers)                                     | Guelph Storm (OHL)                      |
| 76 | Aleksej Lipanov (C)       | Ryssland     | Tampa Bay Lightning                                               | Dynamo Balasjicha (VHL)                 |
| 77 | Ben Mirageas (B)          | USA          | New York Islanders                                                | Chicago Steel (USHL)                    |
| 78 | Stuart Skinner (MV)       | Kanada       | Edmonton Oilers (från Flames via Oilers)                          | Lethbridge Hurricanes (WHL)             |
| 79 | Lane Zablocki (HF)        | Kanada       | Detroit Red Wings (från Maple Leafs)                              | Red Deer Rebels (WHL)                   |
| 80 | Kirill Ustimenko (MV)     | Vitryssland  | Philadelphia Flyers (från Bruins)                                 | HK Dynamo Moskva (KHL)                  |
| 81 | Reilly Walsh (B)          | USA          | New Jersey Devils (från Sharks)                                   | Proctor Academy                         |
| 82 | Cameron Crotty (B)        | Kanada       | Arizona Coyotes (från Blues via Oilers)                           | Brockville Braves (CCHL)                |
| 83 | Zach Gallant (C)          | Kanada       | Detroit Red Wings (från Rangers)                                  | Peterborough Petes (OHL)                |
| 84 | Dmitrij Samorukov (B)     | Ryssland     | Edmonton Oilers                                                   | Guelph Storm (OHL)                      |
| 85 | Ivan Lodnia (HF)          | USA          | Minnesota Wild                                                    | Erie Otters (OHL)                       |
| 86 | Daniil Tarasov (MV)       | Ryssland     | Columbus Blue Jackets                                             | Salavat Julajev Ufa (KHL)               |
| 87 | Cale Fleury (B)           | Kanada       | Montreal Canadiens                                                | Kootenay Ice (WHL)                      |
| 88 | Keith Petruzzelli (MV)    | USA          | Detroit Red Wings (från Blackhawks via Hurricanes och Blackhawks) | Muskegon Lumberjacks (USHL)             |
| 89 | Oskari Laaksonen (B)      | Finland      | Buffalo Sabres (från Capitals)                                    | Ilves (Liiga)                           |
| 90 | Evan Barratt (C)          | USA          | Chicago Blackhawks (från Senators via Hurricanes)                 | Team USA (USHL)                         |
| 91 | Jack Badini (C)           | USA          | Anaheim Ducks                                                     | Chicago Steel (USHL)                    |
| 92 | David Farrance (B)        | USA          | Nashville Predators                                               | Team USA (USHL)                         |
| 93 | Clayton Phillips (B)      | USA          | Pittsburgh Penguins                                               | Fargo Force USHL)                       |

### Fjärde rundan
Källa: 
| #   | Spelare                  | Nationalitet | NHL-organisation                                        | Universitets-/College-/Junior-/Klubblag |
| --- | ------------------------ | ------------ | ------------------------------------------------------- | --------------------------------------- |
| 94  | Nick Henry (HF)          | Kanada       | Colorado Avalanche                                      | Regina Pats (WHL)                       |
| 95  | Jack Rathbone (B)        | USA          | Vancouver Canucks                                       | Dexter School                           |
| 96  | Maksim Zjukov (MV)       | Ryssland     | Vegas Golden Knights                                    | Green Bay Gamblers (USHL)               |
| 97  | Mason Shaw (C)           | Kanada       | Minnesota Wild (från Coyotes)                           | Medicine Hat Tigers (WHL)               |
| 98  | Nikita Popugayjev (HF)   | Ryssland     | New Jersey Devils                                       | Moose Jaw Warriors (WHL)                |
| 99  | Jacob Bryson (B)         | Kanada       | Buffalo Sabres                                          | Providence Friars (NCAA)                |
| 100 | Malte Setkov (B)         | Danmark      | Detroit Red Wings                                       | Malmö Redhawks (SHL)                    |
| 101 | Liam Hawel (C)           | Kanada       | Dallas Stars                                            | Guelph Storm (OHL)                      |
| 102 | Scott Reedy (C)          | USA          | San Jose Sharks (från Panthers via Rangers)             | Team USA (USHL)                         |
| 103 | Mikey Anderson (B)       | USA          | Los Angeles Kings                                       | Waterloo Black Hawks (USHL)             |
| 104 | Eetu Mäkiniemi (MV)      | Finland      | Carolina Hurricanes                                     | Jokerit (KHL)                           |
| 105 | Santeri Virtanen (C)     | Finland      | Winnipeg Jets                                           | HC TPS (Liiga)                          |
| 106 | Matthew Strome (VF)      | Kanada       | Philadelphia Flyers                                     | Hamilton Bulldogs (OHL)                 |
| 107 | Maksim Sushko (HF)       | Vitryssland  | Philadelphia Flyers (från Lightning)                    | Owen Sound Attack (OHL)                 |
| 108 | Noel Hoefenmayer (B)     | Kanada       | Arizona Coyotes (från Islanders via Flyers)             | Ottawa 67's (OHL)                       |
| 109 | Adam Ružička (C)         | Slovakien    | Calgary Flames                                          | Sarnia Sting (OHL)                      |
| 110 | Ian Scott (MV)           | Kanada       | Toronto Maple Leafs                                     | Prince Albert Raiders (WHL)             |
| 111 | Jeremy Swayman (MV)      | USA          | Boston Bruins                                           | Sioux Falls Stampede (USHL)             |
| 112 | Tim Söderlund (C)        | Sverige      | Chicago Blackhawks (från Sharks via Canucks)            | Skellefteå AIK (SHL)                    |
| 113 | Aleksej Toroptsenko (HF) | Ryssland     | St. Louis Blues                                         | HK Dynamo Moskva (KHL)                  |
| 114 | Petr Kvaca (MV)          | Tjeckien     | Colorado Avalanche (från Rangers)                       | HC České Budějovice (Extraliga)         |
| 115 | Ostap Safin (HF)         | Tjeckien     | Edmonton Oilers                                         | HC Sparta Prag (Extraliga)              |
| 116 | Bryce Misley (C)         | Kanada       | Minnesota Wild                                          | Oakville Blades (OJHL)                  |
| 117 | Emil Bemström (C)        | Sverige      | Columbus Blue Jackets                                   | Leksands IF (Hockeyallsvenskan)         |
| 118 | Markus Phillips (B)      | Kanada       | Los Angeles Kings (från Canadiens via Stars)            | Owen Sound Attack (OHL)                 |
| 119 | Roope Laavainen (B)      | Finland      | Chicago Blackhawks                                      | Jokerit (KHL)                           |
| 120 | Tobias Geisser (B)       | Schweiz      | Washington Capitals                                     | EV Zug (NLA)                            |
| 121 | Drake Batherson (C)      | USA          | Ottawa Senators                                         | Cape Breton Screaming Eagles (LHJMQ)    |
| 122 | Kule Olson (HF)          | Kanada       | Anaheim Ducks                                           | Tri-City Americans (WHL)                |
| 123 | Brandon Crawley (B)      | USA          | New York Rangers (från Predators via Devils och Sharks) | London Knights (OHL)                    |
| 124 | Vladislav Kara (C)       | Ryssland     | Toronto Maple Leafs (från Penguins)                     | Ak Bars Kazan (KHL)                     |

### Femte rundan
Källa: 
| #   | Spelare                   | Nationalitet | NHL-organisation                                   | Universitets-/College-/Junior-/Klubblag |
| --- | ------------------------- | ------------ | -------------------------------------------------- | --------------------------------------- |
| 125 | Igor Sjvyrev (C)          | Ryssland     | Colorado Avalanche                                 | Metallurg Magnitogorsk (KHL)            |
| 126 | Michael Karow (B)         | USA          | Arizona Coyotes (från Canucks via Oilers)          | Youngstown Phantoms (USHL)              |
| 127 | Lucas Elvenes (C)         | Sverige      | Vegas Golden Knights                               | Rögle BK (SHL)                          |
| 128 | Tyler Steenbergen (C)     | Kanada       | Arizona Coyotes                                    | Swift Current Broncos (WHL)             |
| 129 | Gilles Senn (MV)          | Schweiz      | New Jersey Devils                                  | HC Davos (NLA)                          |
| 130 | David Noël (B)            | Kanada       | St. Louis Blues (från Sabres)                      | Foreurs de Val d'Or (LHJMQ)             |
| 131 | Cole Fraser (B)           | Kanada       | Detroit Red Wings                                  | Peterborough Petes (OHL)                |
| 132 | Jacob Peterson (C)        | Sverige      | Dallas Stars                                       | Frölunda HC (SHL)                       |
| 133 | Tyler Inamoto (B)         | USA          | Florida Panthers                                   | Team USA (USHL)                         |
| 134 | Cole Hults (B)            | USA          | Los Angeles Kings                                  | Madison Capitols (USHL)                 |
| 135 | Kristoffer Gunnarsson (B) | Sverige      | Vancouver Canucks (från Hurricanes via Blackhawks) | Frölunda HC                             |
| 136 | Leon Gawanke (B)          | Tyskland     | Winnipeg Jets                                      | Cape Breton Screaming Eagles (LHJMQ)    |
| 137 | Noah Cates (VF)           | USA          | Philadelphia Flyers                                | Stillwater High                         |
| 138 | Drake Rymsha (C)          | USA          | Los Angeles Kings (från Lightning)                 | Sarnia Sting (OHL)                      |
| 139 | Sebastian Aho             | Sverige      | New York Islanders                                 | Skellefteå AIK (SHL)                    |
| 140 | Zach Fischer (HF)         | Kanada       | Calgary Flames                                     | Medicine Hat Tigers (WHL)               |
| 141 | Fjodor Gordejev (B)       | Ryssland     | Toronto Maple Leafs                                | Flint Firebirds (OHL)                   |
| 142 | Jonathan Dugan (VF)       | USA          | Vegas Golden Knights (från Bruins via Hurricanes)  | Northwood School                        |
| 143 | Marian Studenič (HF)      | Slovakien    | New Jersey Devils (från Sharks)                    | Hamilton Bulldogs (OHL)                 |
| 144 | Parker Foo (VF)           | Kanada       | Chicago Blackhawks (från Blues)                    | Brooks Bandits (AJHL)                   |
| 145 | Calle Själin (B)          | Sverige      | New York Rangers                                   | Östersunds IK (Hockeyettan)             |
| 146 | Kirill Maksimov (HF)      | Ryssland     | Edmonton Oilers                                    | Saginaw Spirit (OHL)                    |
| 147 | Jacob Golden (B)          | Kanada       | Minnesota Wild                                     | London Knights (OHL)                    |
| 148 | Kale Howarth (C)          | Kanada       | Columbus Blue Jackets                              | Trail Smoke Eaters (BCHL)               |
| 149 | Jarret Tyszka (B)         | Kanada       | Montreal Canadiens                                 | Seattle Thunderbirds (WHL)              |
| 150 | Jakub Galvas (B)          | Tjeckien     | Chicago Blackhawks                                 | HC Olomouc (Extraliga)                  |
| 151 | Sebastian Walfridsson (B) | Sverige      | Washington Capitals                                | Modo Hockey (Hockeyallsvenskan)         |
| 152 | Jan Drozg (VF)            | Slovenien    | Pittsburgh Penguins (från Senators)                | Leksands IF (SHL)                       |
| 153 | Olle Eriksson Ek (MV)     | Sverige      | Anaheim Ducks                                      | Färjestads BK (SHL)                     |
| 154 | Tomas Vomacka (MV)        | Tjeckien     | Nashville Predators                                | Corpus Christi Ice Rays (NAHL)          |
| 155 | Linus Ölund (C)           | Sverige      | Pittsburgh Penguins                                | Brynäs IF (SHL)                         |

### Sjätte rundan
Källa: 
| #   | Spelare                  | Nationalitet | NHL-organisation                                      | Universitets-/College-/Junior-/Klubblag |
| --- | ------------------------ | ------------ | ----------------------------------------------------- | --------------------------------------- |
| 156 | Denis Smirnov (HF)       | Ryssland     | Colorado Avalanche (från Avalanche via Sharks)        | Penn State Nittany Lions (NCAA)         |
| 157 | Dominik Lakatoš (C)      | Tjeckien     | New York Rangers (från Canucks)                       | HC Bílí Tygři Liberec (Extraliga)       |
| 158 | Nick Campoli (C)         | Kanada       | Vegas Golden Knights                                  | North York Rangers (OJHL)               |
| 159 | Jacob McGrew (HF)        | USA          | San Jose Sharks (från Coyotes)                        | Spokane Chiefs (WHL)                    |
| 160 | Aarne Talvitie (C)       | Finland      | New Jersey Devils                                     | Esbo Blues (Liiga)                      |
| 161 | Jiří Patera (MV)         | Tjeckien     | Vegas Golden Knights (från Sabres)                    | HC České Budějovice (Extraliga)         |
| 162 | John Adams (HF)          | USA          | Detroit Red Wings                                     | Fargo Force (USHL)                      |
| 163 | Brett Davis (HF)         | Kanada       | Dallas Stars                                          | Kootenay Ice (WHL)                      |
| 164 | Reilly Webb (B)          | Kanada       | Detroit Red Wings (från Panthers)                     | Hamilton Bulldogs (OHL)                 |
| 165 | Arnaud Durandeau (VF)    | Kanada       | New York Islanders (från Kings)                       | Halifax Mooseheads (LHJMQ)              |
| 166 | Brendan De Jong (B)      | Kanada       | Carolina Hurricanes                                   | Portland Winterhawks (WHL)              |
| 167 | Arvid Holm (MV)          | Sverige      | Winnipeg Jets                                         | Karlskrona HK (SHL)                     |
| 168 | Olle Lycksell (C)        | Sverige      | Philadelphia Flyers                                   | Linköpings HC (SHL)                     |
| 169 | Nick Perbix (B)          | USA          | Tampa Bay Lightning                                   | Elk River High                          |
| 170 | Jonathan Davidsson (HF)  | Sverige      | Columbus Blue Jackets (från Islanders via Blackhawks) | Djurgården Hockey (SHL)                 |
| 171 | D'Artagnan Joly (HF)     | Kanada       | Calgary Flames                                        | Drakkar de Baie Comeau (LHJMQ)          |
| 172 | Ryan McGregor (C)        | Kanada       | Toronto Maple Leafs                                   | Sarnia Sting (OHL)                      |
| 173 | Cédric Paré (C)          | Kanada       | Boston Bruins                                         | Saint John Sea Dogs (LHJMQ)             |
| 174 | Morgan Barron (C)        | Kanada       | Nashville Predators (från Sharks)                     | St. Andrew College                      |
| 175 | Trenton Bourque (B)      | Kanada       | St. Louis Blues                                       | Owen Sound Attack (OHL)                 |
| 176 | Pavel Koltygin (C)       | Ryssland     | Nashville Predators (från Rangers)                    | Voltigeurs de Drummondville (LHJMQ)     |
| 177 | Skyler Brind'Amour (C)   | USA          | Edmonton Oilers                                       | Selects Academy U18                     |
| 178 | Andrej Svetlakov (C)     | Ryssland     | Minnesota Wild                                        | HK CSKA Moskva (KHL)                    |
| 179 | Carson Meyer (HF)        | USA          | Columbus Blue Jackets                                 | Miami Redhawks (NCAA)                   |
| 180 | Cole Guttman (C)         | USA          | Tampa Bay Lightning (från Canadiens)                  | Dubuqe Fighting Saints (USHL)           |
| 181 | Petrus Palmu (HF)        | Finland      | Vancouver Canucks (från Blackhawks)                   | Owen Sound Attack (OHL)                 |
| 182 | Benton Maass (B)         | USA          | Washington Capitals                                   | Elk River High                          |
| 183 | Jordan Hollett (MV)      | Kanada       | Ottawa Senators                                       | Regina Pats (WHL)                       |
| 184 | Sebastian Repo (HF)      | Finland      | Florida Panthers (från Ducks)                         | Tappara (Liiga)                         |
| 185 | Alexander Chmelevski (C) | USA          | San Jose Sharks (från Predators via Devils)           | Ottawa 67's (OHL)                       |
| 186 | Antti Palojärvi (B)      | Finland      | Pittsburgh Penguins                                   | Lukko (Liiga)                           |

### Sjunde rundan
Källa: 
| #   | Spelare                         | Nationalitet | NHL-organisation                               | Universitets-/College-/Junior-/Klubblag |
| --- | ------------------------------- | ------------ | ---------------------------------------------- | --------------------------------------- |
| 187 | Nick Leivermann (B)             | USA          | Colorado Avalanche                             | Eden Prairie High                       |
| 188 | Matt Brassard (B)               | Kanada       | Vancouver Canucks                              | Oshawa Generals (OHL)                   |
| 189 | Ben Jones (C)                   | Kanada       | Vegas Golden Knights                           | Niagara Icedogs (OHL)                   |
| 190 | Erik Walli Walterholm (HF)      | Sverige      | Arizona Coyotes                                | Djurgården Hockey (SHL)                 |
| 191 | Jocktan Chainey (B)             | Kanada       | New Jersey Devils                              | Halifax Mooseheads (LHJMQ)              |
| 192 | Linus Weissbach (VF)            | Sverige      | Buffalo Sabres                                 | Tri-City Storm (USHL)                   |
| 193 | Brady Gilmour (C)               | Kanada       | Detroit Red Wings                              | Saginaw Spirit (OHL)                    |
| 194 | Dylan Ferguson (MV)             | Kanada       | Dallas Stars                                   | Kamloops Blazers (WHL)                  |
| 195 | Victor Berglund (B)             | Sverige      | Boston Bruins (från Panthers)                  | Modo Hockey (Hockeyallsvenskan)         |
| 196 | Wyatt Kalynuk (B)               | Kanada       | Philadelphia Flyers (från Kings och Lightning) | Bloomington Thunder (USHL)              |
| 197 | Ville Räsänen (B)               | Finland      | Carolina Hurricanes                            | Jokipojat (Mestis)                      |
| 198 | Skyler McKenzie (VF)            | Kanada       | Winnipeg Jets                                  | Portland Winterhawks (WHL)              |
| 199 | Cayden Primeau (MV)             | USA          | Montreal Canadiens (från Flyers)               | Lincoln Stars (USHL)                    |
| 200 | Sammy Walker (C)                | USA          | Tampa Bay Lightning                            | Edina Hornets                           |
| 201 | Logan Cockerill (HF)            | USA          | New York Islanders                             | Team USA (USHL)                         |
| 202 | Filip Sveningsson (VF)          | Sverige      | Calgary Flames                                 | HV71 (SHL)                              |
| 203 | Ryan O'Connell (B)              | Kanada       | Toronto Maple Leafs                            | St. Andrews College                     |
| 204 | Daniel Bukač (B)                | Tjeckien     | Boston Bruins                                  | Brandon Wheat Kings (WHL)               |
| 205 | Jegor Zajtsev (B)               | Ryssland     | New Jersey Devils (från Sharks)                | Dynamo Balasjicha (VHL)                 |
| 206 | Anton Andersson (B)             | Sverige      | St. Louis Blues                                | Luleå HF (SHL)                          |
| 207 | Patrik Virta (C)                | Finland      | New York Rangers                               | HC TPS (Liiga)                          |
| 208 | Philip Kemp (B)                 | USA          | Edmonton Oilers                                | Team USA (USHL)                         |
| 209 | Nick Swaney (HF)                | USA          | Minnesota Wild                                 | Waterloo Black Hawks (USHL)             |
| 210 | Robbie Stucker (B)              | USA          | Columbus Blue Jackets                          | St. Thomas High                         |
| 211 | Croix Evingson (B)              | USA          | Winnipeg Jets (från Canadiens)                 | Shreveport Mudbugs (NAHL)               |
| 212 | Ivan Tjechovitj (VF)            | Ryssland     | San Jose Sharks (från Blackhawks)              | Drakkar de Baie-Comeau (LHJMQ)          |
| 213 | Kristian Røykås Marthinsen (VF) | Norge        | Washington Capitals                            | Almtuna IS (Hockeyallsvenskan)          |
| 214 | Matthew Hellickson (B)          | USA          | New Jersey Devils (från Senators via Sharks)   | Sioux City Musketeers (USHL)            |
| 215 | Joshua Ess (B)                  | USA          | Chicago Blackhawks (från Ducks)                | Lakeville South High                    |
| 216 | Jacob Paquette (B)              | Kanada       | Nashville Predators                            | Kingston Frontenacs (OHL)               |
| 217 | William Reilly (B)              | Kanada       | Pittsburgh Penguins                            | RPI Engineers (NCAA)                    |

## Draftade spelare per nationalitet
| # | Nationalitet | Antal draftval | %      |
|   | Nordamerika  | 128            | 59 %   |
| - | ------------ | -------------- | ------ |
| 1 | Kanada       | 81             | 37,3 % |
| 2 | USA          | 47             | 21,7 % |
|   | Europa       | 89             | 41 %   |
| 3 | Sverige      | 27             | 12,4 % |
| 4 | Finland      | 23             | 10,6 % |
| 5 | Ryssland     | 18             | 8,3 %  |
| 6 | Tjeckien     | 9              | 4,1 %  |
| 7 | Schweiz      | 3              | 1,4 %  |
| 8 | Danmark      | 2              | 0,9 %  |
| 8 | Slovakien    | 2              | 0,9 %  |
| 9 | Tyskland     | 1              | 0,5 %  |
| 9 | Slovenien    | 1              | 0,5 %  |
| 9 | Vitryssland  | 1              | 0,5 %  |
| 9 | Norge        | 1              | 0,5 %  |
| 9 | Frankrike    | 1              | 0,5 %  |